# Авиационное происшествие
Авиацио́нное происше́ствие — событие, связанное с лётной эксплуатацией воздушного судна в авиации, которое привело к гибели либо серьёзным травмам какого-либо лица (лиц), существенному повреждению либо утрате этого воздушного судна.
Как правило, среди авиационных происшествий различают:
- аварии — происшествия без человеческих жертв;
- катастрофы — с человеческими жертвами.

В Советском Союзе в сходном значении также применялся термин лётное происшествие (ЛП).
Приведенное выше определение является обобщённым. Различные нормативные правовые акты и иные применяемые на практике документы устанавливают различные толкования понятия авиационное происшествие. Применимость этих толкований зависит от сферы действия соответствующего акта. Кроме того, толкования содержат большое количество терминологических и юридических тонкостей, в связи с чем строгое отнесение того или иного события к категории авиационных происшествий в каждом случае требует детального анализа контекста.

## Особенности толкования понятия в различных источниках

### Конвенция о международной гражданской авиации
Приложение 13 к Конвенции о международной гражданской авиации относит к авиационным происшествиям следующие события (здесь и далее определения из соответствующих правовых актов даются в обобщённом и сокращённом виде, только для создания общего представления об их особенностях):
- когда какое-либо лицо получает телесное повреждение со смертельным исходом или серьёзное телесное повреждение в результате нахождения в воздушном судне, столкновения с какой-либо его частью (в том числе отделившейся), либо в результате воздействия реактивной струи;
- когда воздушное судно получает значительные повреждения или разрушается;
- когда воздушное судно пропадает без вести либо оказывается в недоступном месте.

Определения содержат ряд исключений и оговорок. Не относятся к авиационным происшествиям, в частности:
- гибель или травмы безбилетных пассажиров, скрывающихся вне зон, предназначенных для пассажиров и экипажа;
- телесные повреждения, полученные в результате естественных причин, нанесённые самому себе, либо другими лицами;
- определённые виды повреждений, относящихся к легко заменяемым частям или агрегатам воздушного судна.

Определены также рамки понятия «использование воздушного судна»: к авиационным происшествиям относятся только события, произошедшие с момента, когда какое-либо лицо вступило на борт с намерением совершить полёт, до момента, когда все лица, находившиеся на борту с целью совершения полёта, покинули воздушное судно. Таким образом, не является авиационным происшествием, например, пожар, возникший при проведении ремонтных работ. В последней редакции Приложения 13 данное определение также расширено на беспилотные воздушные суда.
Определение Конвенции является одним из наиболее широких, охватывая, в частности, и гибель посторонних лиц на земле, если она вызвана непосредственным воздействием воздушного судна (например, при падении самолёта). В то же время в качестве авиационного происшествия не рассматриваются опосредованные воздействия (например, гибель в результате пожара, возникшего в результате воздействия реактивной струи).
Конвенция не устанавливает градации авиационных происшествий и вообще не использует термин «катастрофа».

### ПРАПИ-98
Правила расследования авиационных происшествий и инцидентов с гражданскими воздушными судами в Российской Федерации (ПРАПИ-98), утверждённые Постановлением Правительства Российской Федерации от 18 июня 1998 года № 609 (с изменениями от 19 ноября 2008 года, 7 декабря 2011 года), устанавливают определение, в целом аналогичное определению Конвенции о международной гражданской авиации. Кроме того, вводятся понятия авиационный инцидент (серьёзный авиационный инцидент) и производственное происшествие.
Основные отличия от определения Конвенции:
- введено деление авиационных происшествий на катастрофы и аварии;
- исключены из числа авиационных происшествий события, повлёкшие за собой телесные повреждения, но не смерть[3];
- исключены из числа авиационных происшествий события, повлёкшие за собой смерть лиц, не находившихся на воздушном судне;
- отсутствуют определения для БПЛА;
- отличается перечень повреждений воздушного судна, не относящихся к авиационным происшествиям;
- уточнено понятие «пропавшее без вести воздушное судно» (таковым считается судно, решение о прекращении поиска которого принято ФАС России[4]).

### Правила для государственных воздушных судов
«Правила расследования авиационных происшествий и авиационных инцидентов с государственными воздушными судами в Российской Федерации» устанавливают существенно более узкое определение для авиационных происшествий. Таковыми считаются только события, связанные с лётной эксплуатацией воздушного судна, которые привели к гибели (телесному повреждению со смертельным исходом) какого-либо лица, находившегося на борту воздушного судна, и (или) утрате этого воздушного судна.
Воздушное судно считается утраченным, когда:
- произошло полное разрушение воздушного судна;
- местонахождение воздушного судна (его обломков) не установлено и его официальные поиски прекращены;
- эвакуация воздушного судна с места его вынужденной посадки невозможна или нецелесообразна независимо от полученных им повреждений;
- восстановление воздушного судна невозможно или экономически нецелесообразно.

Не считаются авиационными происшествиями события, приведшие к повреждению, но не разрушению воздушного судна. Такие события классифицируются как «серьёзный авиационный инцидент с повреждением воздушного судна».
Как и в случае гражданских воздушных судов, авиационные происшествия с государственными судами подразделяются на аварии и катастрофы.
Таким образом, например, в соответствии с российским законодательством не будет рассматриваться, как авиационное происшествие, гибель человека на земле от упавшей на него детали военного самолёта (если сам самолёт при этом не был утрачен). С практической точки зрения, однако это различие не существенно для пострадавшего, так как влияет только на процедурные особенности расследования, не отменяя уголовной и гражданской ответственности виновников происшествия. Кроме того, международная Конвенция, ратифицированная Российской Федерацией, имеет приоритет перед национальными нормативными актами.

## Расследование авиационных происшествий
Цель расследования авиационного происшествия это установление технических причин, обстоятельств и этапов развития событий, приведших к авиационному происшествию, для предотвращения их повторения в будущем. Ход расследования и состав экспертной комиссии определяется тяжестью происшествия. Для этого привлекаются эксперты и советники, экспертиза закрепляется за специализированными органами или лабораториями. 
В национальном воздушном законодательстве устанавливают случаи событий, связанных с безопасностью полетов, которые в обязательном порядке подлежат расследованию, отчету, анализу и принятию мер по повышению безопасности.
Установление степени вины и ответственности лиц, причастных к авиационному происшествию, не является предметом его расследования.

## Виды авиационных происшествий
В законодательстве РФ выделяются следующие виды авиационных происшествий:
- Авиационная поломка — авиационное происшествие, связанное с лётной эксплуатацией воздушного судна, вследствие которого воздушное судно получило повреждения, но возможно полное восстановление данного воздушного судна и продолжение его лётной эксплуатации.
- Авиационный инцидент (ранее — предпосылка к лётному происшествию) — событие, связанное с использованием воздушного судна, которое имело место с момента, когда какое-либо лицо вступило на борт с намерением совершить полет, до момента, когда все лица, находящиеся на борту с целью полета, покинули воздушное судно, и обусловленное отклонениями от нормального функционирования воздушного судна которое могло создать или создало угрозу целости воздушного судна и (или) жизни лиц, находящихся на его борту, могущее оказать влияние на безопасность полета, но не закончилось авиационным происшествием.
- Серьёзный авиационный инцидент (ранее — предпосылка к лётному происшествию. Общепринятое сокращение — ПЛП) — такой авиационный инцидент, при котором здоровью хотя бы одного из лиц, находившихся на борту воздушного судна, причинен вред или обстоятельства которого указывают на то, что едва не имело место авиационное происшествие.
- Серьезный авиационный инцидент с повреждением воздушного судна (ранее — авиационная поломка) — авиационный инцидент, при котором восстановление воздушного судна, получившего повреждение, возможно и экономически целесообразно. К серьезным авиационным инцидентам с повреждением воздушного судна не относятся повреждения, устраняемые путём замены агрегатов и не требующие применения технологий, не предусмотренных руководством по технической эксплуатации техническому обслуживанию данного типа воздушного судна.

## Причины авиационных происшествий
Наиболее распространённой причиной авиакатастроф является человеческий фактор.
По статистике причины распределяются следующим образом:
- Ошибки экипажа — 50 %:
  - ошибки экипажа неспровоцированные — 29 %,
  - ошибки экипажа, вызванные сложными метеоусловиями — 16 %,
  - ошибки экипажа, вызванные отказами техники — 5 %.
- Отказы авиатехники — 22 %.
- Погодные условия — 12 %.
- Терроризм — 9 %.
- Ошибки наземного персонала (авиадиспетчеров, авиатехников и др.) — 7 %.
- Другие причины — 1 %.

Самый опасный участок полёта — это взлёт и посадка из-за малой высоты полёта и, как следствие, недостатка времени для оценки возникшей проблемы и её решения. Происшествия по участкам полёта распределяются так:
- руление — 3,3 %
- разбег — 17,6 %
- взлёт — 11,1 %
- набор высоты — 6,5 %
- крейсерский полёт — 5,2 %
- снижение — 3,3 %
- ожидание и заход на посадку — 11,8 %
- посадка — 16,3 %
- пробег — 24,8 %